# 柴沃湾
柴沃湾（俄語：Залив Чайво）是萨哈林岛东岸北部的海湾，属萨哈林州诺格利基区，隔沙嘴与鄂霍次克海相望，长约40公里，深度不大，通过克列耶海峡与海相连，海峡宽约1公里。柴沃村处出口东岸。伊尔基米布岛、阿尔库图岛、索尼加岛和包塔岛分布在湾内。